# Дюкрюэ, Луи
Луи Робер Поль Дюкре (фр. Louis Robert Paul Ducruet; род. 26 ноября 1992) — сын Стефании Гримальди и Даниеля Дюкре. Член княжеской семьи Монако. Он 11-й в линии наследования трона Монако.

## Биография
Луи Дюкре — старший сын принцессы Стефании Гримальди и её телохранителя Даниеля Дюкре. Родился 26 ноября 1992 года в Ла-Колле. На момент рождения его родители не были женаты. Его дедушка — князь Монако Ренье III, бабушка — Грейс Келли. У него есть младшая полнородная сестра Полин, младшая единоутробная сестра Камилла и старший единокровный брат Мишель Дюкре.
Учился в бизнес-школе SKEMA в София-Антиполис во Франции.
В 2015 закончил Западно-Каролинский университет по специализации спортивное управление.
Знает французский и английский языки. Увлекается футболом. Участвует в благотворительных футбольных матчах, устраиваемых семьёй Гримальди. Участвовал в церемонии «Golden Foot» в 2015 году в Монако.
Работает в ФК Монако.
В июле 2019 года женился на Мари Шевалье. 4 апреля 2023 у них родилась дочь - Виктория. 2 декабря 2024 у пары родилась вторая дочь - Констанс.